# Geezer Butler
Terence Michael Joseph "Geezer" Butler (Aston, 17 de julho de 1949) é um baixista e compositor inglês.É conhecido por ter tocado na banda de heavy metal Black Sabbath, pioneira do gênero, onde escrevia todas as letras durante os anos 1970. É tido como um dos mais influentes de todos os tempos com seu instrumento.
Geezer é conhecido como um dos pioneiros a usar o pedal wah-wah no seu baixo, e também foi um dos primeiros baixistas a usar uma afinação um tom abaixo, no caso D (Ré). Após isso, Tony Iommi passou a afinar sua guitarra em C# (Dó sustenido). A afinação em D é muito comum em bandas de heavy metal. 

## Biografia
No ano de 1967, Geezer formou sua primeira banda, Rare Breed, onde era o guitarrista. Nos vocais, estava seu amigo de escola, Ozzy Osbourne. Separados por um tempo, Ozzy e Geezer se juntam novamente, e criam a banda Polka Tulk, junto com o guitarrista Tony Iommi
e o baterista Bill Ward.
Após um tempo, eles mudam o nome da banda para Earth, mas em pouco tempo acharam uma banda inglesa com o mesmo nome, e adotaram o nome Black Sabbath, em 1969. O nome "Black Sabbath" foi tirado de um filme de Boris Karloff, com o mesmo nome. Com o Sabbath formado, Iommi resolve que queria tocar com apenas um guitarrista, então Geezer resolve tocar baixo. Com isso, Ozzy era o ponto focal da banda. Butler escreveu a maioria do instrumental da banda, fascinado com temas de Artes Negras, explorava temas como morte e destruição.
Durante a década de 70, a popularidade do Black Sabbath estava muito alta. Com a saída de Ozzy em 1979, no início dos anos 80, o grupo decide chamar o ex-vocalista da banda britânica Rainbow, o americano Ronnie James Dio, para depois ser a vez do vocalista do Deep Purple, Ian Gillan, em 1983.
Geezer Butler, após um longo tempo com a banda resolve sair no meio de 1984, formando a Geezer Butler Band, mas não gravaram nenhum álbum. Em 1988, entrou na banda de Ozzy Osbourne para fazer parte da turnê No Rest For The Wicked. Butler entrou novamente no Black Sabbath em 1991, para a gravação do álbum Dehumanizer, que marcava a reunião com Ronnie James Dio nos vocais e Vinny Appice na bateria, porém novamente sai do grupo após a turnê do álbum Cross Purposes (1994).
Em 1995, Geezer volta para a banda de Ozzy Osbourne, para participar do álbum Ozzmosis. Após ter gravado o álbum Ozzmosis, ele formou a banda
G/Z/R, estreando com o álbum Plastic Planet, em 1995. Em seguida fez seu próximo álbum solo, intitulado Black Science, de 1997.
Geezer Butler voltou para o Black Sabbath novamente em 1997 na edição do Ozzfest. Em 1998, o Black Sabbath volta a ativa com sua formação original e lançam um disco ao vivo, chamado Reunion. Após muitos anos de reuniões com o Sabbath, em 2005 Geezer lançou seu terceiro álbum solo, chamado Ohmwork.
Em outubro de 2006, foi anunciado que Geezer se reuniria com Tony Iommi, Vinny Appice e Ronnie James Dio para um novo disco de inéditas, e consequentemente, uma tour. Esta reunião ficaria então conhecida como Heaven And Hell (em referência ao disco homônimo de 1980, que continha quase os mesmos integrantes) e não Black Sabbath, devido a uma disputa judicial pelo nome que acontecia na época. Em 2009 lançaram o disco chamado The Devil You Know, aclamado pelo crítica especializada. Em 2010, o vocalista Ronnie James Dio faleceu de câncer, acabando com o projeto Heaven And Hell.
Em 2011 o Black Sabbath reúne-se novamente com Butler, Iommi e Osbourne e lançam um novo disco chamado 13 de 2013 e partiram em digressão pelo mundo. Participou da turnê "The End" (2016-2017).

## Projecto Solo (G/Z/R)
Geezer (ou GZR, como aparece em seu primeiro álbum solo), é um projecto bem peculiar - visto que Butler escolheu não simplesmente aos gloriosos sons dos tempos do velho Sabbath, mas sim entre o metal mais pesado dos anos 1990, nos moldes de Anthrax entre outras, chegando a ser uma das primeiras bandas a trilhar pelos caminhos do chamado nu-metal.
Tendo como vocalista no primeiro CD nada menos que o frontman do Fear Factory, Burton C. Bell, sendo substituído em seguida pelo desconhecido Clark Brown, na bateria em seus 2 primeiros álbuns os créditos vão para Deen Castronovo, que havia tocado com o Megadeth, com a banda de Ozzy Osbourne e também com o guitarrista Marty Friedman.

## Discografia
Com o Black Sabbath
- 2013 - 13
- 2009 - The Devil You Know
- 2007 - Black Sabbath: The Dio Years
- 2004 - Black Box: The Complete Original Black Sabbath 1970-1978
- 2002 - Symptom of the Universe: The Original Black Sabbath (1970-1978)
- 2002 - Past Lives
- 1998 - Reunion
- 1996 - The Sabbath Stones
- 1995 - Cross Purposes Live
- 1994 - Cross Purposes
- 1992 - Dehumanizer
- 1983 - Born Again
- 1982 - Live Evil
- 1981 - Mob Rules
- 1980 - Heaven and Hell
- 1980 - Live at Last
- 1978 - Never Say Die!
- 1976 - Technical Ecstasy
- 1975 - We Sold Our Soul for Rock 'n' Roll
- 1975 - Sabotage
- 1973 - Sabbath Bloody Sabbath
- 1972 - Vol. 4
- 1971 - Master of Reality
- 1970 - Paranoid
- 1970 - Black Sabbath

Com Ozzy Osbourne
- 1990 - Just Say Ozzy
- 1993 - Live & Loud
- 1995 - Ozzmosis

Com o G/Z/R
- 1995 - Plastic Planet (TVT)
- 1997 - Black Science (TVT)
- 2005 - Ohmwork (Sanctuary)

## Bandas

### Black Sabbath
Formação atual
- Tony Iommi - Guitarra
- Geezer Butler - Baixo
- Ozzy Osbourne - Vocais

### G/Z/R
Formação atual
- Geezer Butler - Baixo
- Clark Brown - Vocais
- Pedro Howse - Guitarras
- Chad Smith - Bateria

Membros anteriores
- Burton C. Bell - Vocais (Fear Factory)
- Deen Castronovo - Bateria (Ozzy Osbourne, Wild Dogs)